# Casinycteris campomaanensis
Casinycteris campomaanensis — вид родини Криланові (Pteropodidae), ссавець ряду лиликоподібні (Vespertilioniformes, seu Chiroptera).

## Етимологія
Видовий епітет вказує на регіон Кампо-Маан (Campo-Ma'an), де був знайдений голотип.

## Морфологія
Середнього розміру, з довжиною передпліччя 73,2 мм, довжина стопи 15 мм, довжина вух 22,3 мм і вагою до 49 гр.
Хутро густе, м'яке й пухнасте. Спинна частина червонувато-коричневого кольору з основами центральних волосків світлішими, а черевна частина білувата й сторони коричневого кольору. Морда коротка, широка, зеленувато-жовтого кольору з білою плямою, яка простягається від основи носа до місця між очима й інші дві з кожного боку. Ніздрі червонуваті. Пучок білого волосся присутній в нижній передній частині вух, які коричневі. Крило мембрани коричневі, кріпляться до задньої частини першого пальця стопи. Не має хвоста.

## Середовище проживання
Цей вид відомий тільки за одною самицею захопленою в селі Nkoélon-Mvini, в Кампо-Маан, на південному заході Камеруну і в даний час зберігається в Національному музеї природної історії Франції з каталожним номером MNHN 2011-637.
Він живе в вічнозелених лісах близько 117 метрів над рівнем моря.

## Життя
Харчується фруктами.